# Egesina varia
Egesina varia là một loài bọ cánh cứng trong họ Cerambycidae.